# Pierre Frey
Pierre Frey SAS («Пьер Фрей») — французская семейная компания, специализирующаяся на товарах для декора класса люкс. Основана в 1935 году, штаб-квартира расположена в I округе Парижа. Бизнес контролируют Патрик Фрей и его сыновья Пьер, Венсан и Матье.

## История
Компания по производству обивочных тканей Maison Pierre Frey была основана в Париже в январе 1935 года Пьером Фреем. В 1950-х годах Фрей начал экспортировать ткани в США. В 1969 году сын основателя Патрик Фрей занял пост художественного директора и стал развивать розничную сеть фирмы. С 1976 года компания является членом ассоциации Комитет Кольбера. В 1980-х годах Pierre Frey выпустила линейку аксессуаров из фирменных тканей (включая сумки, покрывала и подушки), в 1989 году купила ткацкую фабрику Margueroy на севере Франции, а в 1990 году — бренд Yves Halard. В 1991 году семья Фрей приобрела парижскую текстильную компанию Braquenié et Cie, которая была основана в 1858 году (в 1875 году она даже получила титул «королевской мануфактуры», её клиентами были Луи-Филипп I, Наполеон III, Ротшильды и многие римские папы).
В 2004 году Pierre Frey купила текстильные компании Boussac (основана Марселем Буссаком в 1934 году в Эльзасе) и Fadini Borghi (основана в 1947 году в Турине), в 2014 году — текстильную компанию Le Manach (основана в 1829 году в Туре). В 2015 году кинорежиссёр Эмили Шерпитель пригласила компанию Pierre Frey создать декорации для своего дебютного художественного фильма «Великий побег», в 2016 году в Музее декоративного искусства прошла выставка тканей Pierre Frey. В 2017 году семья Фрей купила фабрику Guilford в Труавиле и мебельную компанию Rosello, которая известна своими креслами, пуфами и стульями. В 2022 году компания создала коллекцию для украшения отдела египетских древностей Лувра.

## Деятельность
Pierre Frey производит товары для оформления интерьеров, в том числе обивочные ткани, шёлк, парчу, обои, ковры и ковровые покрытия, а также различную мебель (диваны, кресла, кушетки, стулья, табуреты, обеденные и журнальные столы). Изделия компании под такими люксовыми брендами, как Pierre Frey, Braquenié, Boussac, Fadini Borghi, Le Manach, Rosello и Yves Halard используются для оформления отелей, офисов, бутиков, художественных галерей, музеев, ресторанов, жилых апартаментов, люксовых яхт, частных самолётов и пассажирских вагонов. Около 70 % продаж приходится на международные рынки, в основном на гостиницы.
Основные производственные мощности — ткацкая фабрика Margueroy возле Камбре, фабрика кресел Rosello возле Руасси-ан-Франс и мебельная фабрика в Эна. В архивах компании хранится более 30 тыс. исторических документов, посвящённых тканям и дизайну.